# おさるのジョージ2/ゆかいな大冒険!
『おさるのジョージ2/ゆかいな大冒険!』(Curious George 2: Follow That Monkey!) は、ノートン・ヴァージンが監督を務めた、ユニバーサル・ピクチャーズによる長編アニメーション映画。

## キャスト
- フランク・ウェルカー - ジョージ/Duck/Cow
- ジェフ・ベネット （山寺宏一）- テッド
- フレッド・タタショア（村松康雄） - ブルームズベリー
- ニッキー・ブライヤー（相田さやか） - マギー
- エド・オロス - Ivan
- エイミー・ヒル - Flower Pot Lady/Irate Woman
- ティム・カリー （楠見尚己）- ピカデリー
- キャサリン・テイバー - Tina
- ジェイミー・ケネディ（勝杏里） - ウルフ
- マット・ラウアー（英語版） - Hark Hanson
- ジェリー・ルイス - the Humbleton Stationmaster
- クリー・サマー - Mrs. Fisher/Cargo Pilot/Young Girl
- ジェフ・マクニール - Kayla/Hog/Tonga/Layla
- クリント・ハワード - Farmer Dan
- Trupti Potdukhe - Anna
- フィル・ラマール - Animal Park Attendant
- カルロス・アラズラキ - Conductor/Newspaper Vendor